# 圣安多尼堂 (华沙)

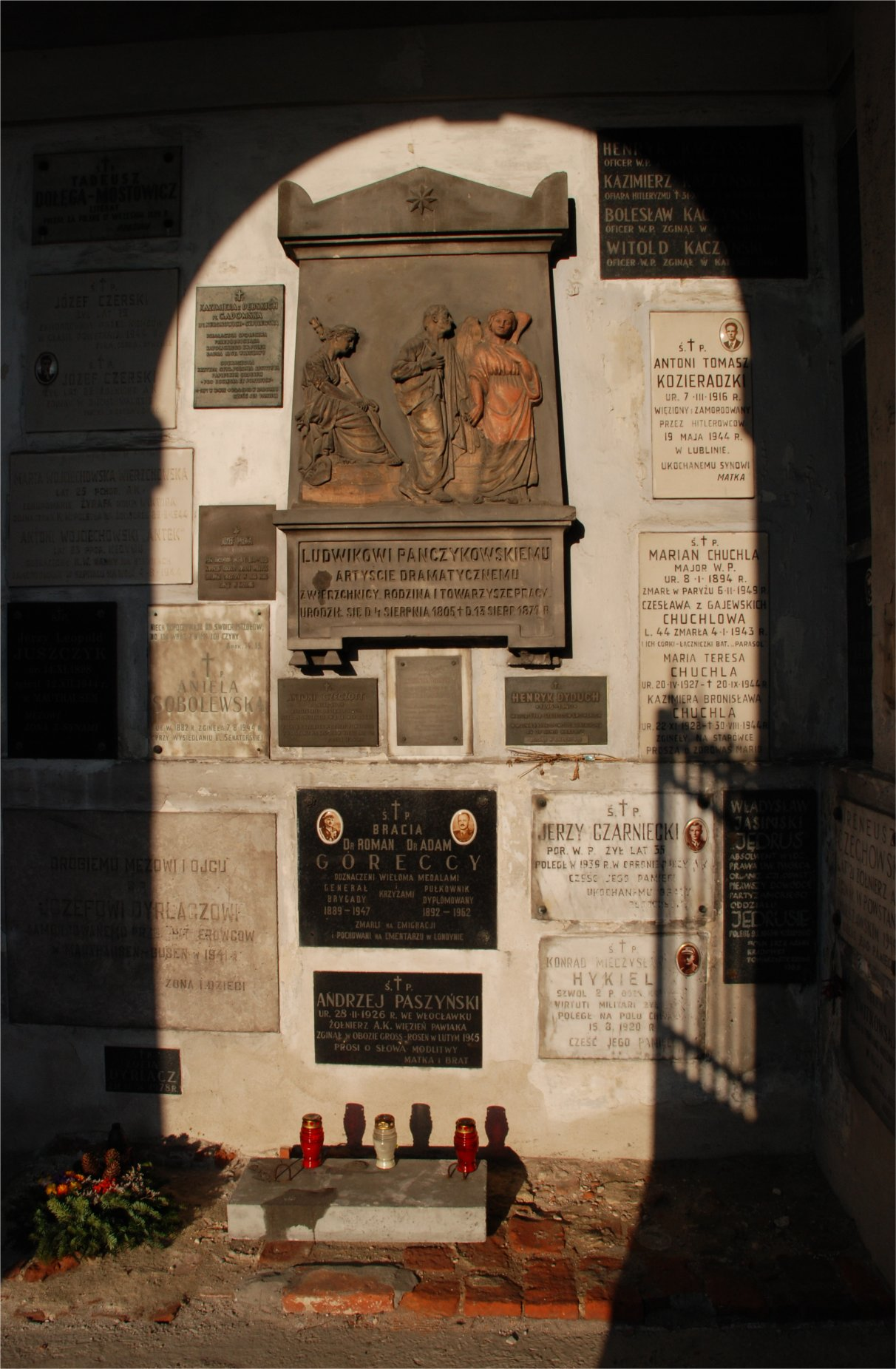

圣安多尼堂（Kościół św. Antoniego Padewskiego）是一座罗马天主教堂区教堂，位于波兰华沙市中心的塞纳托斯卡街31/33号。

## 建筑
华沙第一座巴洛克教堂，立面简单，有中殿、矩形内部和两个小堂。门廊有一个18世纪的格子木架，侧祭坛有圣方济各和圣安多尼的圣像，由拉法·哈齐维茨绘制，还有 十字架上的基督像，由汉尼拔·维尼西绘制。
长廊里有许多死者的墓志铭（包括作家克莱门蒂娜·霍夫曼诺娃、画家拉法·哈齐维茨、诗人斯坦尼斯瓦夫·贾乔维茨、维尔纽斯市长威克托·马拉泽夫斯基，和斯坦尼斯瓦夫·恩格勒，二战期间被杀害的人、在纳粹集中营死亡的人，以及为保卫国家而战的波兰士兵。

## 历史
1611年，齐格蒙特三世建立了这个地点的第一座教堂，以庆祝他赢得了斯摩棱斯克战役。由于事件发生在6月13日，圣安多尼被选为教堂的主保圣人。众议院决议将该堂委托给方济各会。
1657年瑞典入侵期间，原来的木制教堂被拉科齐·捷尔吉二世领导的盟军摧毁。
1668年至1680年间，城督斯坦尼斯瓦夫·斯卡舍夫斯基用砖建造了新教堂。1679年，波兹南主教斯德望·维兹博夫斯基祝圣了教堂。教堂可能是按照西蒙·朱塞佩·贝洛蒂的设计建造的。教堂内的雕塑是扬·杰兹·普勒施的作品。 
国王扬三世·索别斯基经常造访这座教堂。1734年至1735年，国王奥古斯特三世为他和他的妻子在圣坛右侧建造了一个包厢（王室夫妇住在隔壁的萨克森宫）。1766年，修道院藏匿了著名的贾科莫·卡萨诺瓦，弗朗西塞克·克萨维·布拉尼斯基通缉了他。
从1767年至1781年，修建了圣母小堂，1792年修建了回廊，与侧翼垂直，由希拉里·斯皮洛夫斯基设计。1850年，立面的龕楣中添加了圣母像。1851年，安东尼·梅辛在教堂的山花上放置了圣母像。
1866年，堂区成立。1867年，一月起义被镇压后，方济各会解散，该堂由教区神父接管。随后几年，正祭台被移到圣坛的墙壁上，咏经席和祭衣间也被拆除。  
1895年，温森特·博加奇克建造了圣家小堂。1907年，建造了耶稣圣心小堂。 
1944年起义期间，教堂遭到德国军队的严重破坏。尤其受到影响的是侧祭坛、讲道坛和管风琴、圣家小堂、格栅和小堂灰泥拱门的一部分，还有100多人在此被处决。
1949年，该堂再次移交给方济各会。1950年至1969年，该堂根据卡罗尔·西曼斯基的设计重建。1969年1月18日，Stefan Wyszyński枢机祝圣了正祭台。